# 米苏拉塔之战
米苏拉塔之战 (阿拉伯语：‎) 是2011年利比亚内战中的一大战役，反卡武装与效忠卡扎菲的部队双方为了争夺利比亚的第三大城市米苏拉塔的控制权而展开。在起义的最初阶段，卡扎菲政府控制了该国西部的大多数地区和城市，惟独米苏拉塔是被反卡势力控制着一座西部大城市。米苏拉塔战役是整个利比亚内战中双方争夺最持久且最激烈的一个战场，惨烈程度就比如二战中的斯大林格勒战役。而在联军干预的最初阶段，联军就把解除卡部队对该市的包围作为一个重大目标。5月15日，反卡武装全面控制该市。

## 战役经过
|  | 3月12日，哈米斯旅到达           |
|  | 3月30日，卡部队最初进攻之后     |
|  | 4月17日，卡部队取得最大的控制区 |
|  | 4月25日，反卡武装反攻           |
|  | 5月11日，第二次争夺机场战役之后 |